# Nasser Brasil Motores
A NBM - Nasser Brasil Motores Indústria e Comércio de Veículos LTDA, foi uma fabricante de automóveis brasileira, instalada na cidade do Rio de Janeiro (RJ). A empresa funcionou de 1984 a 1988. 
O Jornada foi seu principal veículo, lançado em 1984 no XIII Salão do Automóvel de São Paulo, era um esportivo com carroceria tipo targa, desenhada por Paulo Renha, com capota de vinil preta ou teto rígido. Utilizava mecânica Volkswagen, motor traseiro refrigerado a ar. Era vendido em duas versões: L (básica) e LS (com duas cores, vidro elétrico, bancos especiais, rádio toca-fitas e rodas de liga-leve). 
Foi considerado um dos primeiros automóveis de pequena série brasileiros a receber chassi de construção própria. 
A empresa produziu também o Spirit, um conversível equipado com motor Volkswagen 1.8 refrigerado a água, lançado em 1986 no XIV Salão do Automóvel de São Paulo.